# Litsea monopetala
Litsea monopetala är en lagerväxtart som först beskrevs av William Roxburgh och John Gilbert Baker, och fick sitt nu gällande namn av Christiaan Hendrik Persoon. Litsea monopetala ingår i släktet Litsea och familjen lagerväxter. Inga underarter finns listade i Catalogue of Life.